# Sebastian Adamczyk

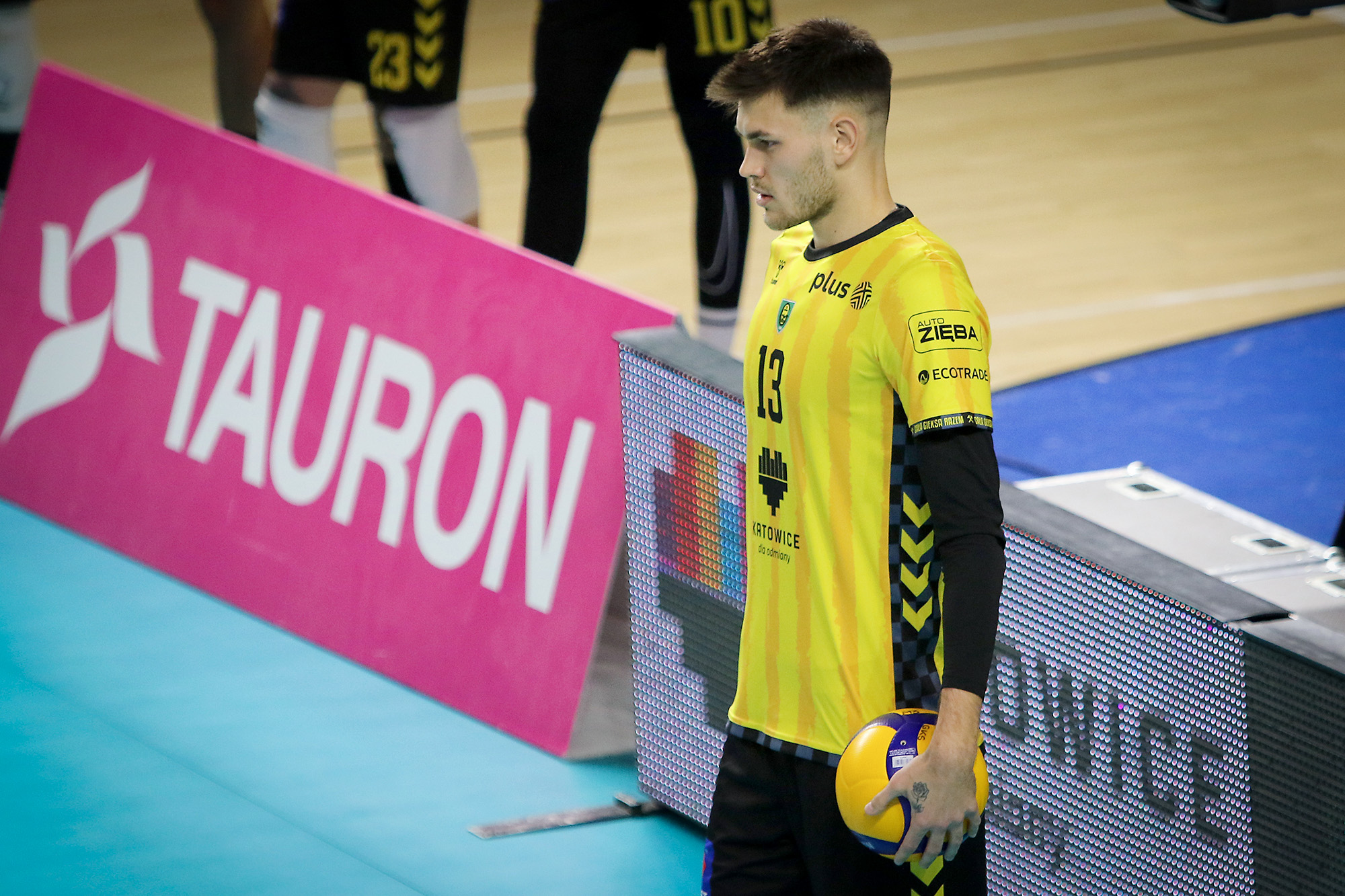
Sebastian Adamczyk zawodnikiem GKS-u Katowice w sezonie 2022/2023

Sebastian Adamczyk (ur. 28 lutego 1999 w Bełchatowie) – polski siatkarz, grający na pozycji środkowego. 
Absolwent Publicznego Gimnazjum nr 4 w Bełchatowie.
Pod koniec kwietnia 2023 roku został powołany do szerokiej kadry reprezentacji Polski.

## Kariera klubowa
| Kariera juniorska         | Kariera juniorska                  | Kariera juniorska | Kariera juniorska | Kariera juniorska | Kariera juniorska | Kariera juniorska | Kariera juniorska | Kariera juniorska | Kariera juniorska | Kariera juniorska |
| ------------------------- | ---------------------------------- | ----------------- | ----------------- | ----------------- | ----------------- | ----------------- | ----------------- | ----------------- | ----------------- | ----------------- |
| Lata                      | Klub                               |                   |                   |                   |                   |                   |                   |                   |                   |                   |
| 2012–2015                 | EKS Skra Bełchatów                 |                   |                   |                   |                   |                   |                   |                   |                   |                   |
| 2015–2018                 | SMS PZPS Spała                     |                   |                   |                   |                   |                   |                   |                   |                   |                   |
| 2015–2018                 | PGE Skra Bełchatów (Młoda Liga)    |                   |                   |                   |                   |                   |                   |                   |                   |                   |
| Kariera seniorska         |                                    |                   |                   |                   |                   |                   |                   |                   |                   |                   |
| Lata                      | Klub                               |                   |                   |                   |                   |                   |                   |                   |                   |                   |
| 2018–2019                 | BBTS Bielsko-Biała                 |                   |                   |                   |                   |                   |                   |                   |                   |                   |
| 2019–2020                 | KPS Siedlce                        |                   |                   |                   |                   |                   |                   |                   |                   |                   |
| 2020–2022 (do 20.10.2022) | PGE Skra Bełchatów                 |                   |                   |                   |                   |                   |                   |                   |                   |                   |
| 2022–2024 (od 21.10.2022) | GKS Katowice                       |                   |                   |                   |                   |                   |                   |                   |                   |                   |
| 2024–                     | Exact Systems Hemarpol Częstochowa |                   |                   |                   |                   |                   |                   |                   |                   |                   |

## Sukcesy klubowe
Mistrzostwa Polski Juniorów:
- 2018[6]

## Sukcesy reprezentacyjne
Międzynarodowy Turniej EEVZA U-17:
- 2015

Liga Narodów:
- 2023[7], 2025[8]
- 2024[9]

## Nagrody indywidualne
- 2018:  Najlepszy blokujący Mistrzostw Polski Juniorów